# Delamare-Deboutteville

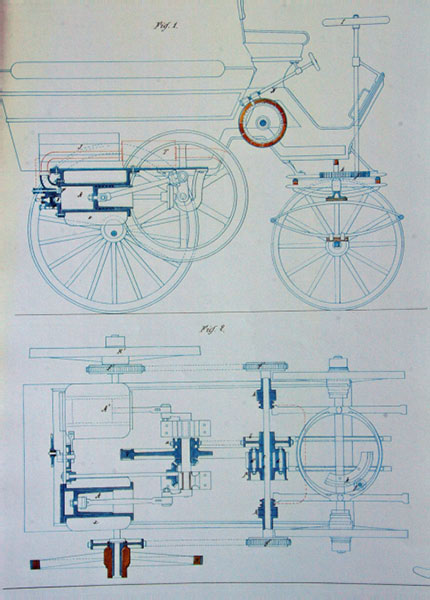
Patente do primeiro automóvel de 4 rodas entregue a Edouard Delamare-Deboutteville e Léon Paul Charles Malandin em 12 de fevereiro de 1884

Delamare-Deboutteville foi um fabricante francês de automóveis.
A partir de 1883, Édouard Delamare-Deboutteville e seu assistente Léon Charles Paul Malandin desenvolveram um automóvel que foi patenteado em 12 de fevereiro de 1884. Um motor a gasolina de dois cilindros e quatro tempos com diâmetro de 150 mm, curso de 230 mm e cilindrada de 8129 cm³ produzia 8 cv a 250 rpm. O veículo tinha 275 cm de comprimento, 165 cm de largura e 205 cm de altura. Durante o primeiro test drive, o chassi quebrou. Em 1887 os experimentos foram interrompidos. O veículo não teve influência no desenvolvimento de outros designers de automóveis e não é considerado o primeiro automóvel da história.
Uma réplica do veículo estava em exibição no Musée des arts et métiers em Paris.